# Lausanne International 1953
Die Lausanne International 1953 im Badminton fanden am 12. April 1953 im Casino de Montbenon in Lausanne statt. Es war die erste internationale Badminton-Meisterschaft in der Schweiz.

## Die Sieger und Platzierten
| Disziplin    | Gold                       | Silber                           | Bronze                    |
| ------------ | -------------------------- | -------------------------------- | ------------------------- |
| Herreneinzel | Paul Ailloud               | B.-O. Gottschau                  | Emile Maillot             |
| Herreneinzel | Paul Ailloud               | B.-O. Gottschau                  | Valentino                 |
| Dameneinzel  | Noëlle Ailloud             | Mortensen                        | E. Müller                 |
| Dameneinzel  | Noëlle Ailloud             | Mortensen                        | Lachat                    |
| Herrendoppel | Paul Ailloud Bernard Minet | B.-O. Gottschau Edwin Lenzlinger | Robert Baldin Jean Mermod |
| Herrendoppel | Paul Ailloud Bernard Minet | B.-O. Gottschau Edwin Lenzlinger | Gagnaire R. Chavant       |
| Mixed        | Paul Ailloud Moussy        | Nicol Noëlle Ailloud             | Bernard Minet Minet       |
| Mixed        | Paul Ailloud Moussy        | Nicol Noëlle Ailloud             | Gagnaire Lachat           |